# 呼子大橋
呼子大橋（よぶこおおはし）は、佐賀県唐津市の離島である加部島と九州本土を結ぶ市道「呼子大橋線」の道路橋。昭和63年度土木学会田中賞受賞、プレストレストコンクリート技術協会作品賞受賞。平成元年度農業土木学会上野賞受賞。

## 概要
加部島住民の交通事情の改善及び、本土からの水道パイプライン併設による農業用水の安定供給の向上を目的として、佐賀県農林部が農林水産省補助事業として計画し、建設された。1989年4月に供用開始。建設当時はPC斜張橋としては日本国内最長の支間距離を誇っていた。車道部2車線、歩道部は片側で、通行料は無料。2017年1月現在、加部島から唐津市街地へ行く路線バス（昭和バス呼子・加部島線）が走っている。平成10年には「新さが百景」にも選出された。また、橋のたもとにある弁天島にある岩脈群は、平成14年3月に「弁天島の呼子岩脈群」として佐賀県天然記念物に指定された。
平成27年10月に行われた国土交通省による直轄診断において、主桁及び橋脚のひび割れ等の劣化が生じていることが判明し、国による修繕代行が行われることになった。

## 諸元
- 橋長：727.85m[1]
  - うち斜張橋部：494.25m[1]
- 中央支間：250.00m[1]
- 幅員：10.90m[1]
  - うち車道部：5.50m、歩道部：2.00m[3]
- 主塔高：103.60m[3]
- 航路高：27.00m[3]
- 主橋梁部構造：プレストレスト・コンクリート製3径間連続ラーメン箱桁橋＋2径間連続ラーメン箱桁橋＋3径間連続斜張橋（サスペンデット・マルチケーブル方式）[1]
- 車線数：2車線＋歩道（片側のみ）
- 供用開始：1989年（平成元年）4月[2]